# مقاطعة فيليبس (أركنساس)
مقاطعة فيليبس (بالإنجليزية: Phillips County)‏ هي إحدى مقاطعات ولاية أركنساس في الولايات المتحدة الأمريكية.